# Macchia a cisto
La macchia a cisto è un'associazione floristica secondaria derivata dalla degradazione della macchia mediterranea bassa o dell'Oleo-ceratonion, alta da pochi decimetri fino ad oltre un metro, spesso fitta e quasi impenetrabile.

## Condizioni pedoclimatiche

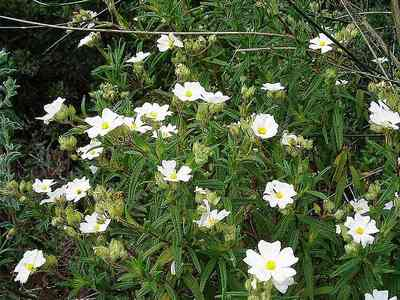
Cisto marino

Questa macchia si estende su suoli di varia matrice litologica, generalmente declivi, poveri e grossolani, dotati di scarsa potenza. Si tratta di suoli che hanno spesso subito fenomeni erosivi o impoverimento dovuto al passaggio di incendi o al sovrapascolamento e che le condizioni di fertilità non permettono il reinsediamento di una vegetazione composita come quella della macchia mediterranea vera e propria o dell'Oleo-ceratonion.
Il clima è caratterizzato da una limitata piovosità, generalmente dell'ordine di 250–500 mm annui, ma spesso inferiore ai 250, con un lungo periodo di siccità estiva. Gli inverni sono miti, aspetto dovuto spesso alla vicinanza delle regioni costiere. Un elemento concomitante può essere l'aerosol marino, in quanto questa macchia può estendersi anche fino a poche decine di metri dalla costa cedendo il passo ad associazioni fitoclimatiche tipiche delle zone costiere, quali la vegetazione alofitica o quella psammofila.

## Composizione floristica
L'elemento costante della macchia a cisto è la presenza, con ampie percentuali di copertura, di specie del genere Cistus e in particolare del cisto marino (Cistus monspeliensis). In genere si tratta di formazioni pure di cisto marino oppure di formazioni miste che vedono anche la presenza di altre essenze tipiche dell'Oleo-ceratonion, come altri cisti (Cistus salviifolius, Cistus incanus, ecc.), della lavanda selvatica (Lavandula stoechas), del mirto (Myrtus communis), delle ginestre spinose (Genista corsica, Calicotome spinosa).
Le specie arboree e arbustive eventualmente presenti sono un residuo della vegetazione preesistente. È facile trovare macchie a cisto con alberi isolati di leccio (Quercus ilex) o sughera (Quercus suber) quali residui della foresta mediterranea termofila, dell'olivastro (Olea europaea var. sylvestris), del lentisco (Pistacia lentiscus), del carrubo (Ceratonia siliqua) e altre formazioni arboree-arbustive quali residui della macchia mediterranea o dell'Oleo-ceratonion.  Spesso questa presenza s'intensifica nelle aree di transizione verso l'associazione preesistente, mettendo in evidenza il carattere involutivo di questa formazione floristica.

## Aspetti paesaggistici
Da un punto di vista paesaggistico la macchia a cisto ha un interesse marginale, data la monotonia del paesaggio. Mostra una marcata differenziazione delle tonalità cromatiche fra il periodo invernale-primaverile e quello estivo-autunnale a causa del ciclo fenologico delle specie prevalenti.
In inverno e in primavera predomina il verde chiaro, dovuto al nuovo fogliame emesso dal cisto. Nei mesi di aprile e maggio la colorazione si può arricchire con tonalità variegate bianche e, meno frequentemente, gialle o violacee a mosaico per la fioritura del cisto, del mirto, della lavanda selvatica, delle ginestre.
Nel periodo estivo, fino all'autunno inoltrato, predomina un paesaggio desolante, con una colorazione grigio-bruna dovuta alla ramificazione del cisto che in questo periodo perde gran parte delle foglie entrando in riposo vegetativo.

## Aspetti ambientali
La macchia a cisto è un classico esempio di degrado ambientale e si estende, spesso su estese superfici, in zone dove l'uomo ha causato gravi danni, con il disboscamento o, più frequentemente, con l'incendio o con il sovrapascolamento. La presenza massiva del cisto è dovuta alla sua straordinaria capacità di colonizzazione.
Il fogliame è poco appetito dagli animali al pascolo, che nelle stagioni fresche preferiscono la vegetazione erbacea o i getti teneri di altre essenze arbustive (corbezzolo, olivastro, lentisco, ecc.) mentre nelle stagioni secche si alimentano per lo più sulle stoppie erbacee e sul fogliame di alcuni arbusti e solo in condizioni proibitive destinano la loro attenzione sulle parti terminali del cisto. Il pascolamento con carichi eccessivi ha pertanto un'azione selettiva sulla composizione floristica delle formazioni arbustive creando le condizioni per favorire l'incremento della copertura a cisto nelle radure.
Per quanto concerne gli incendi molte essenze arbustive mediterranee completano il ciclo di fruttificazione a fine estate o in autunno (olivastro, corbezzolo, mirto, lentisco, ecc.) pertanto queste specie sono sistematicamente danneggiate dagli incendi estivi. Al contrario, il cisto completa il suo ciclo di fruttificazione in estate e i semi resistono alle alte temperature causate dagli incendi, germinando poi a seguito delle piogge autunnali.
Questi fattori, in sinergia con la notevole rusticità dei cisti, fanno sì che queste specie invadano in pochi anni vaste aree lasciate libere dagli incendi oppure, nel tempo, s'insediano a mosaico in aree disboscate drasticamente o pascolate eccessivamente.
Malgrado gli aspetti negativi connessi all'origine di quest'associazione floristica, la macchia a cisto è una vegetazione da tutelare in quanto rappresenta l'estrema possibilità di difesa del suolo dall'erosione e dall'impoverimento che previene l'insediamento della gariga o della steppa mediterranea ultimi baluardi contro la desertificazione in ambiente mediterraneo.
Le principali insidie nei confronti della macchia a cisto provengono dagli interessi legati alle speculazioni edilizie (in zone costiere ad alto interesse turistico) o all'attività agropastorale e si manifestano con gli incendi sistematici della macchia per più anni consecutivi. Quest'azione deleteria è ora contrastata con norme che pongono vincoli all'utilizzazione economica delle aree percorse dagli incendi, ma in passato ha creato aree libere aprendo la strada alle speculazioni edilizie o all'insediamento di una vegetazione erbacea per il pascolamento.

## Interessi economici
La macchia a cisto non offre alcun interesse economico diretto significativo. In passato era sfruttata per la produzione di fascine di legna da ardere, da utilizzare per l'avviamento dei focolari domestici. I cespugli di cisto si sradicano facilmente con una trazione manuale nel periodo invernale con terreno umido, perciò in breve tempo si potevano realizzare cataste di fascine destinate all'autoconsumo o da vendere. Attualmente la pratica è vietata da regolamenti locali emanati per la tutela del paesaggio e dell'ambiente.

## Curiosità
La macchia a cisto ospita diversi esempi comunissimi di simbiosi micorriziche che interessano diverse specie fungine (lattari, amanite, boleti). L'aspetto più interessante è la presenza del boleto del cisto, il cui nome scientifico più accreditato fra i vari sinonimi è Krombholziella corsica (Rolland) Alessio. È un fungo invernale filogeneticamente vicino al più noto Leccino che cresce esclusivamente nelle macchie a cisto. In Sardegna è uno dei funghi più noti nella tradizione popolare, particolarmente apprezzato e ricercato nella provincia di Cagliari dove è notissimo con il nome in lingua sarda campidanese di Cardulin'e murdegu. Per questo motivo le macchie a cisto della Sardegna meridionale, in prossimità degli insediamenti urbani, sono spesso frequentate nei mesi di novembre e dicembre da raccoglitori o da intere famiglie alla ricerca di questo fungo.